# Tanay (Costa d'Or)
Tanay és un municipi francès, situat al departament de la Costa d'Or i a la regió de Borgonya - Franc Comtat. L'any 2007 tenia 222 habitants.

## Demografia

### Població
El 2007 la població de fet de Tanay era de 222 persones. Hi havia 91 famílies, de les quals 23 eren unipersonals (4 homes vivint sols i 19 dones vivint soles), 30 parelles sense fills, 34 parelles amb fills i 4 famílies monoparentals amb fills.
La població ha evolucionat segons el següent gràfic:
Habitants censats

### Habitatges
El 2007 hi havia 101 habitatges, 90 eren l'habitatge principal de la família, 1 era una segona residència i 11 estaven desocupats. 100 eren cases i 1 era un apartament. Dels 90 habitatges principals, 76 estaven ocupats pels seus propietaris, 9 estaven llogats i ocupats pels llogaters i 5 estaven cedits a títol gratuït; 2 tenien dues cambres, 7 en tenien tres, 21 en tenien quatre i 60 en tenien cinc o més. 66 habitatges disposaven pel capbaix d'una plaça de pàrquing. A 30 habitatges hi havia un automòbil i a 52 n'hi havia dos o més.

### Piràmide de població
La piràmide de població per edats i sexe el 2009 era:
| Homes | Edats   | Dones |
| ----- | ------- | ----- |
| 0     | 95 o +  | 0     |
| 0     | 90 a 94 | 0     |
| 0     | 85 a 89 | 0     |
| 4     | 80 a 84 | 4     |
| 4     | 75 a 79 | 8     |
| 0     | 70 a 74 | 4     |
| 0     | 65 a 69 | 0     |
| 4     | 60 a 64 | 12    |
| 8     | 55 a 59 | 4     |
| 12    | 50 a 54 | 8     |
| 20    | 45 a 49 | 8     |
| 20    | 40 a 44 | 24    |
| 0     | 35 a 39 | 4     |
| 4     | 30 a 34 | 0     |
| 8     | 25 a 29 | 8     |
| 20    | 20 a 24 | 4     |
| 16    | 15 a 19 | 12    |
| 16    | 10 a 14 | 8     |
| 0     | 5 a 9   | 4     |
| 4     | 0 a 4   | 4     |

## Economia
El 2007 la població en edat de treballar era de 143 persones, 115 eren actives i 28 eren inactives. De les 115 persones actives 106 estaven ocupades (55 homes i 51 dones) i 9 estaven aturades (4 homes i 5 dones). De les 28 persones inactives 14 estaven jubilades, 8 estaven estudiant i 6 estaven classificades com a «altres inactius».

### Ingressos
El 2009 a Tanay hi havia 92 unitats fiscals que integraven 228 persones, la mediana anual d'ingressos fiscals per persona era de 18.887,5 €.

### Activitats econòmiques
Dels 8 establiments que hi havia el 2007, 1 era d'una empresa de fabricació de material elèctric, 4 d'empreses de construcció, 2 d'empreses d'informació i comunicació i 1 d'una empresa de serveis.
Dels 3 establiments de servei als particulars que hi havia el 2009, 1 era un guixaire pintor, 1 fusteria i 1 electricista.
L'any 2000 a Tanay hi havia 7 explotacions agrícoles.

## Poblacions més properes
El següent diagrama mostra les poblacions més properes.